# Ортогональність

Лінійні відрізки AB і CD є ортогональними один до одного.

Ортогональність (від грец. ὀρθός — прямий і грец. γωνία — кут) — термін, який узагальнює перпендикулярність векторів на білінійні форми.

## Визначення
Нехай {\displaystyle R} — прегільбертів простір. Елементи {\displaystyle x\in R}, {\displaystyle y\in R} називаються ортогональними, якщо їх скалярний добуток дорівнює 0:
{\displaystyle \langle x,y\rangle =\sum _{i=1}^{n}x_{i}y_{i}=0},
що позначається {\displaystyle x\perp y}.
Множина векторів називається ортогональною, якщо довільна пара з цієї множини ортогональна. Якщо всі вектори цієї множини одиничні, то вона називається множиною ортнормованих векторів. Не-нульові ортогональні вектори лінійно незалежні.
Якщо для системи векторів {\displaystyle x_{1},x_{2},\ldots ,x_{n}} простору {\displaystyle R} визначник Грама дорівнює 0, то ці вектори лінійно залежні.

## В Евклідовому просторі
В 2- або 3- вимірному Евклідовому просторі два вектори ортогональні, якщо скалярний добуток цих векторів дорівнює нулю, тобто кут між ними 90° або π/2 радіан. Таким чином, ортогональність векторів є узагальненням перпендикулярності.
В Евклідових підпросторах ортогональним доповненням прямої є площина, і навпаки.

## Ортогональні функції
Дві дійсні функції {\displaystyle f(x)} та {\displaystyle g(x)} є ортогональними одна щодо одної у інтервалі {\displaystyle a\leq x\leq b,} якщо
{\displaystyle \langle f,g\rangle =\int _{a}^{b}f(x)g(x)dx=0.}
Скалярний добуток двох функцій можна ввести також і з деякою ваговою функцією w(x):
{\displaystyle \langle f,g\rangle _{w}=\int _{a}^{b}f(x)g(x)w(x)\,dx.}
Подібно до векторів, набір функцій можна ортогоналізувати використовуючи, наприклад,  процес Грама — Шмідта. 
Норму можна визначити через скалярний добуток:
{\displaystyle \|f\|_{w}={\sqrt {\langle f,f\rangle _{w}}}}